# Барски вечерњак
Барски вечерњак (лат. Myotis dasycneme) је врста слепог миша из породице вечерњака (лат. Vespertilionidae).

## Распрострањење
Врста има станиште у Белгији, Белорусији, Бугарској, Данској, Естонији, Казахстану, Кини, Летонији, Литванији, Луксембургу, Мађарској, Молдавији, Немачкој, Пољској, Румунији, Русији, Словачкој, Србији, Украјини, Финској, Француској, Холандији, Црној Гори, Чешкој и Шведској.

## Станиште
Барски вечерњак има станиште на копну.

## Угроженост
Ова врста је на нижем степену опасности од изумирања, и сматра се скоро угроженим таксоном.

### Популациони тренд
Популација ове врсте се смањује, судећи по расположивим подацима.